# Daisy Martey
Daisy Martey é uma cantora britânica que ganhou destaque por em 2005 ter deixado sua banda, Noonday Underground, para ser a nova vocalista do Morcheeba substituindo Skye Edwards que já havia deixado a banda em 2003. Daisy ficou muito pouco tempo no Morcheeba fazendo apenas os vocais para o álbum The Antidote também de 2005. Os fãs da banda criticaram a escolha de Daisy ser a nova vocalista pelo fato da banda ter mudado bastante seu estilo musical e também a grande semelhança entre sua voz e a de sua antecessora Skye Edwards. Por esses e outros motivos, Daisy deixou a banda meses depois e foi substituída por Jody Sternberg. Ao sair do Morcheeba, Daisy voltou a cantar em sua antiga banda, Noonday Underground.